# Geschichte der Jagd in Deutschland

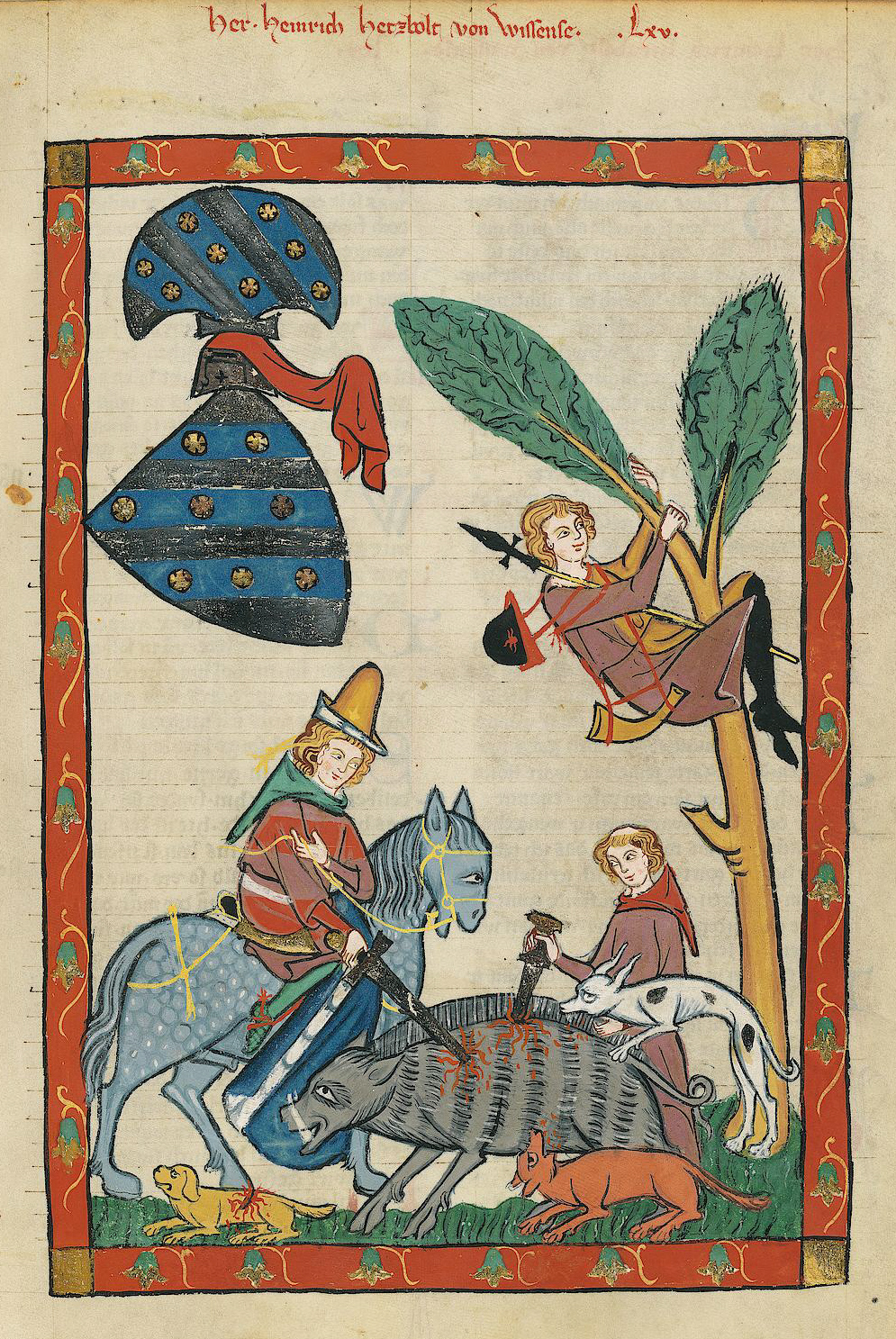
Heinrich Hetzbold von Weißensee bei der Wildschweinjagd, Codex Manesse, Cod. Pal. germ. 848, fol. 228r., zwischen 1305 und 1340

Die Geschichte der Jagd in Deutschland umfasst die Geschichte der Jagd in der Bundesrepublik Deutschland und den vorangehenden deutschen Gemeinwesen. Im engeren Sinne beginnt sie mit der Staatwerdung Deutschlands, die im 10./11. Jahrhundert parallel zum Aufkommen des römisch-deutschen Königtums verortet wird.

## Ursprung und Vorgeschichte

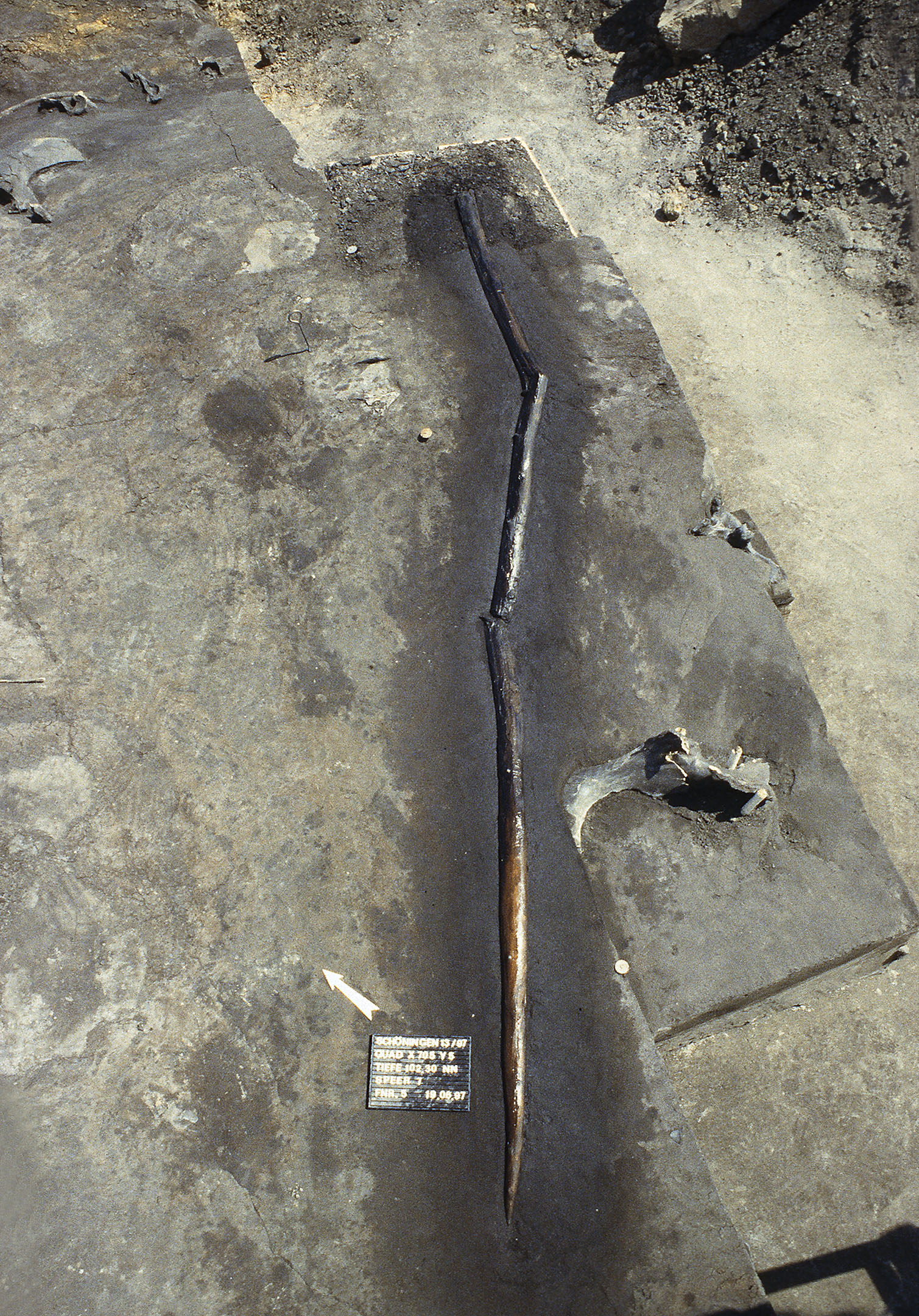
Aus Kiefernholz gefertigter Speer VII der Schöninger Speere in Fundlage, 1997

Die Jagd gehört zu den ursprünglichsten Tätigkeiten der Menschheitsgeschichte und ist älter als der moderne Mensch (Homo sapiens).
Die ältesten, unumstritten archäologischen Belege für Jagd stammen aus dem Altpleistozän und fallen zeitlich mit der Entstehung und Ausbreitung des Homo erectus vor rund 1,7 Millionen Jahren zusammen. Von da an bis in die Zeit um 10.000 v. Chr. – und in Teilen darüber hinaus – lebte die gesamte Menschheit als Jäger und Sammler. Die Jagd stellte dabei – durch die mit ihr verbundene Notwendigkeit zur Spezialisierung, Arbeitsteilung und Vorausplanung der Jäger, etwa bei der Produktion von Werkzeugen und Waffen, – einen bedeutenden Schritt in der Evolution des Menschen dar. Die gemeinsam durchgeführte Jagd förderte die sozialen und kommunikativen Fähigkeiten und bildete eine der Grundlagen der menschlichen Kultur heraus.
Der Fund der etwa 120.000 Jahre alten Lanze von Lehringen sowie der rund 300.000 Jahre alten Schöninger Speere, den ältesten vollständig erhaltenen Jagdwaffen der Welt, belegt die Jagd auf Großwild bereits durch Neandertaler und den Homo heidelbergensis. Die Jagd diente zur Nahrungsversorgung und lieferte neben Fleisch tierische Nebenprodukte wie Knochen für Werkzeuge oder auch für Flöten und Kunstwerke, Felle als Bekleidung für Schuhe, für Decken, für Behausungen (Zelte) und Tragetaschen, sowie Sehnen zum Nähen und für Bögen. Im Jungpaläolithikum und Magdalenien finden sich erste Höhlenmalereien und figürliche Kunstwerke der eiszeitlichen Jäger. Ursprünglich wurden die Jagdtiere zum Beispiel in die Enge getrieben. Die ältesten Jagdformen sind die Hetz- bzw. Ausdauerjagd, die Lauer- und die Fallenjagd.
Mit der zunehmenden Sesshaftigkeit des Menschen und dem Beginn von Ackerbau und Viehzucht trat die Jagd als Ernährungsquelle bei weiten Teilen der Bevölkerung in den Hintergrund. Durch die veränderten Lebensumstände ergaben sich neue Aufgaben für die Jagd beim Schutz des kultivierten Landes vor Wildschäden und der Bekämpfung von Raubtieren zum Schutz von Nutzvieh.

## Mittelalter

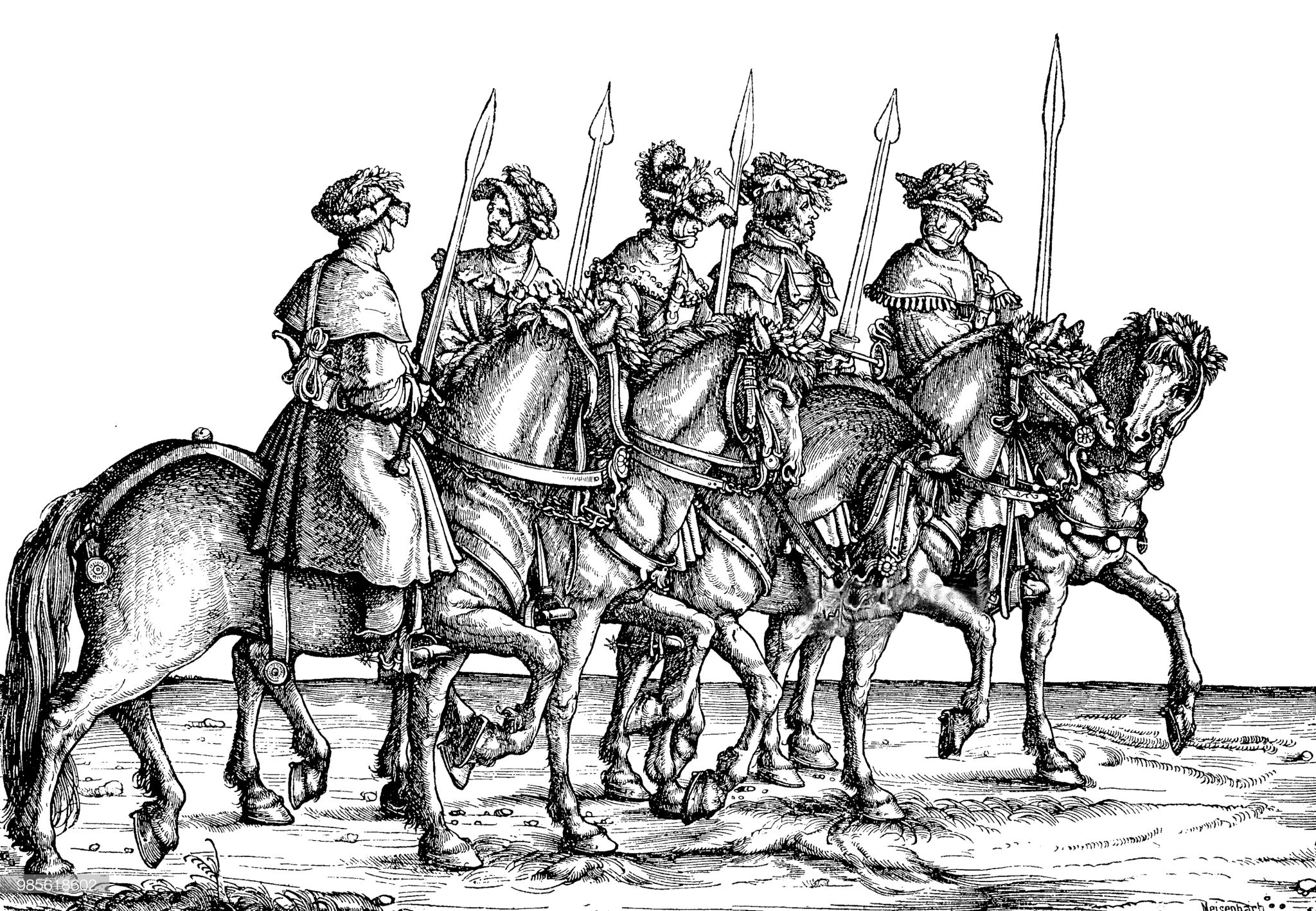
Wildschwein-Jäger mit Sauschwertern – Ausschnitt aus dem Holzschnitt Triumphzug Kaiser Maximilians, 1526

Noch in der Spätantike und zu Beginn des frühen Mittelalters hatte die ländliche Bevölkerung die Möglichkeit zur freien Jagd. Für die damaligen Menschen waren vor allem die erjagten Nebenprodukte wie Häute, Pelze und Knochen zur Herstellung von Bekleidung und Werkzeugen von Bedeutung. Seit dem Mittelalter wurde das zuvor freie Jagdrecht immer weiter eingeschränkt und war zunehmend einem adeligen Personenkreis vorbehalten. Vor allem die Rothirschjagd durfte fortan nur noch von den Landesherren praktiziert werden. Ausgehend von der erstarkenden Macht der fränkischen Könige im 8. Jahrhundert kam es im Verlauf des Mittelalters zu einer zunehmenden Ausweisung von Wildbannforsten – Gebieten, in denen der König oder ein anderer Fürst das Jagdrecht für sich alleine beanspruchten. Die Jagd wurde so immer mehr zum Privileg des Monarchen bzw. des Adels und kirchlicher Würdenträger.
Im 15. Jahrhundert wurde das Jagdwesen besonders intensiv am Hof des Herzogs Philipp des Guten III. von Burgund (1396 bis 1467) ausgelebt. Dessen Vorbild wurde wegweisend für die Jagdkultur in Europa. Die Jagd wurde fester Bestandteil des höfischen Lebens. Der Adel stellte sein Jagdprivileg über gemalte Kunstwerke zur Schau. Die Darstellung der höfischen Jagd in der Kunst wurde das Mittel der Wahl, um die Erhabenheit und Legitimation des Adels wiederzugeben.
In dieser Zeit waren Tapisserien mit Jagdmotiven beliebt, die sowohl im Innen- als auch im Außenraum präsentiert wurden. Die Wahl der Motive wurden Mittel, um die Legitimation und die Signifikanz der jeweiligen aristokratischen Besitzer zu verdeutlichen. Diese jagdliche Kunst wurde vor allem in Räumlichkeiten ausgestellt, in denen „repräsentative Mahlzeiten und Bankette abgehalten wurden“.
Unter den Heiligen der katholischen Kirche gibt es mehrere, die als Patrone der Jäger gelten, im Mittelalter war dies – und ist es vor allem in Österreich und Bayern weiterhin – der Heilige Eustachius († um 118). Etwa ab der zweiten Hälfte des 15. Jahrhunderts kam es zu einer zunehmenden Verehrung des Heiligen Hubertus († 727).
Aus dieser Zeit des Feudalismus stammt auch die Unterscheidung zwischen „Hoher Jagd“ – die dem Adel vorbehaltene Jagd auf Hochwild – und „Niederer Jagd“ für den niederen Klerus und freie Bauern, oder als Bürgerjagd auf kleinere Tiere wie Hasen und Federwild, sowie Rehwild, das als einzige Schalenwildart dem Niederwild zugerechnet wird. Bauern durften mancherorts nur noch das Wild von ihren Feldern verscheuchen, um ihre Ernte vor Wildschäden zu schützen.

## Deutscher Bauernkrieg und Frühe Neuzeit

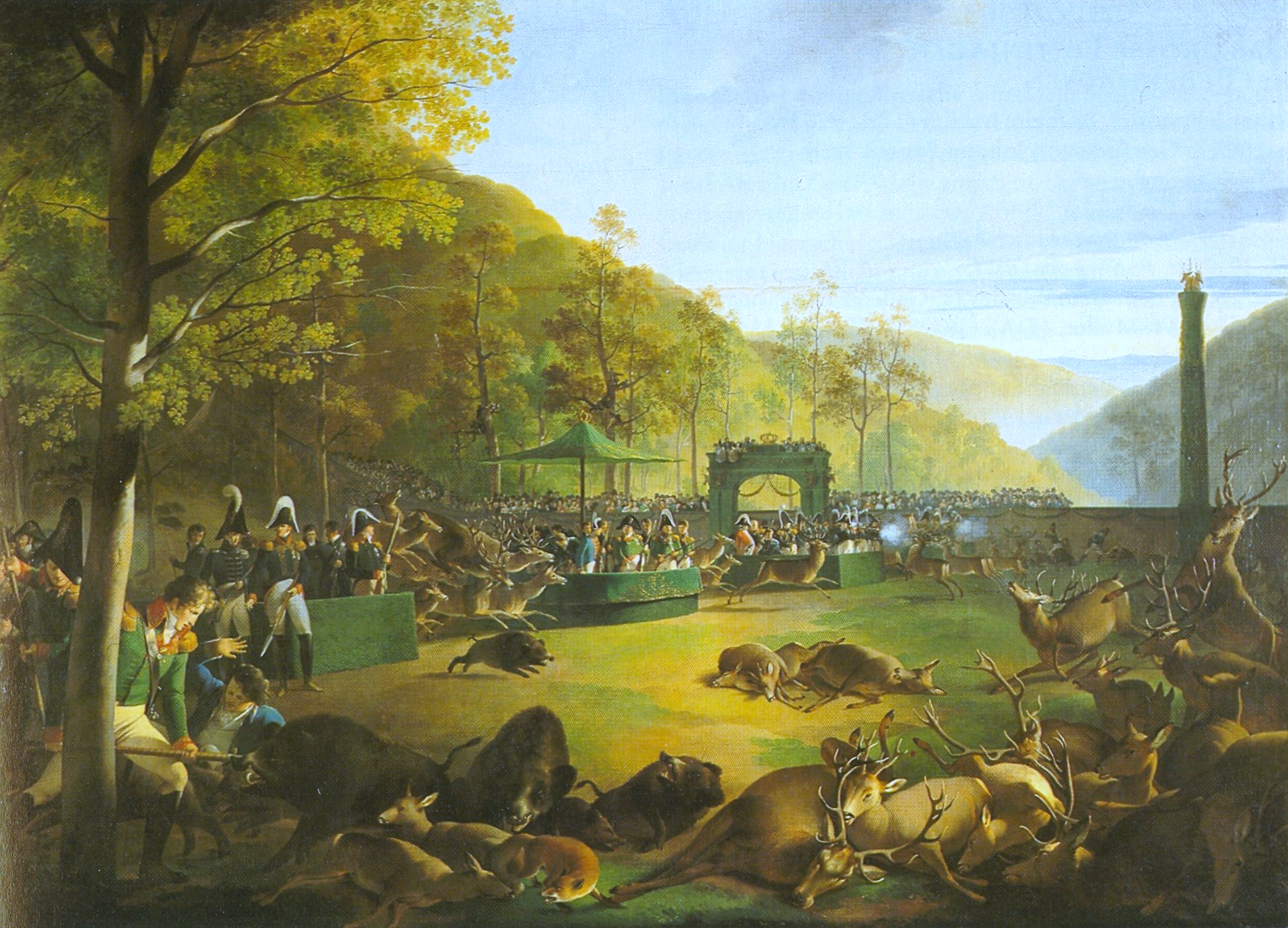
Dianenfest von 1812 bei Schloss Bebenhausen, Johann Baptist Seele, 1813/14, Öl auf Leinwand, 231 × 331 cm, Schlossverwaltung Ludwigsburg.

Die Verbindung von hohen Wildschäden und Jagdfrondiensten für die adeligen Herren war schließlich einer der Gründe für das Aufbegehren der Bauern im Deutschen Bauernkrieg von 1524 bis 1526. So fand sich in den 1525 verkündeten Zwölf Artikeln der in Memmingen versammelten Bauern an vierter Stelle die Forderung nach freier Jagd und Fischerei. Mit der Niederlage der Bauern gingen jedoch auch deren Forderungen wieder unter.
Im weiteren Verlauf des 16. Jahrhunderts wurde den Bauern in manchen Herrschaften sogar das bloße Vertreiben des Wildes von ihren Feldern verboten und schwerste Strafen, bis hin zur Todesstrafe für Wilderei verhängt. Die herrschaftliche Jagd erhielt einen weiteren Bedeutungszuwachs als gesellschaftliches Ereignis und Repräsentationsmittel der Landesfürsten.
Mit dem Zeitalter des Barock erreichte die Prunkjagd schließlich ihren Höhepunkt. Große Jagdparks entstanden. Insbesondere aufwändige, sogenannte eingestellte Jagen, Parforcejagden mit Hundemeute und die Jagd auf dem Wasser, bei der Wild in Teiche oder Flüsse getrieben wurde, um es anschließend von Booten aus abzustechen, erfreuten sich beim Adel großer Beliebtheit. Die durch solch aufwändig inszenierten Spektakel verursachten Schäden waren enorm. Da im Feudalismus in solchen Veranstaltungen kein finanzielles Interesse bestand, überstiegen die Kosten den Ertrag des Wildbrets bei Weitem.
In Folge der politischen und gesellschaftlichen Umwälzungen zur Wende vom 18. zum 19. Jahrhundert verloren zwar viele Fürsten durch die Mediatisierung ihre Souveränität, jedoch behielten und benutzten sie vielerorts weiterhin ihre herrschaftlichen Privilegien, auf fremdem Grund und Boden zu jagen. Neben den unmittelbar betroffenen Bauern verlangte nun auch das erstarkende, liberale Bürgertum die freie Verfügungsgewalt an privatem Grundbesitz, die rechtliche Unabhängigkeit des Einzelnen sowie den Schutz des produktiven Eigentums.

## Deutsche Revolution 1848/1849

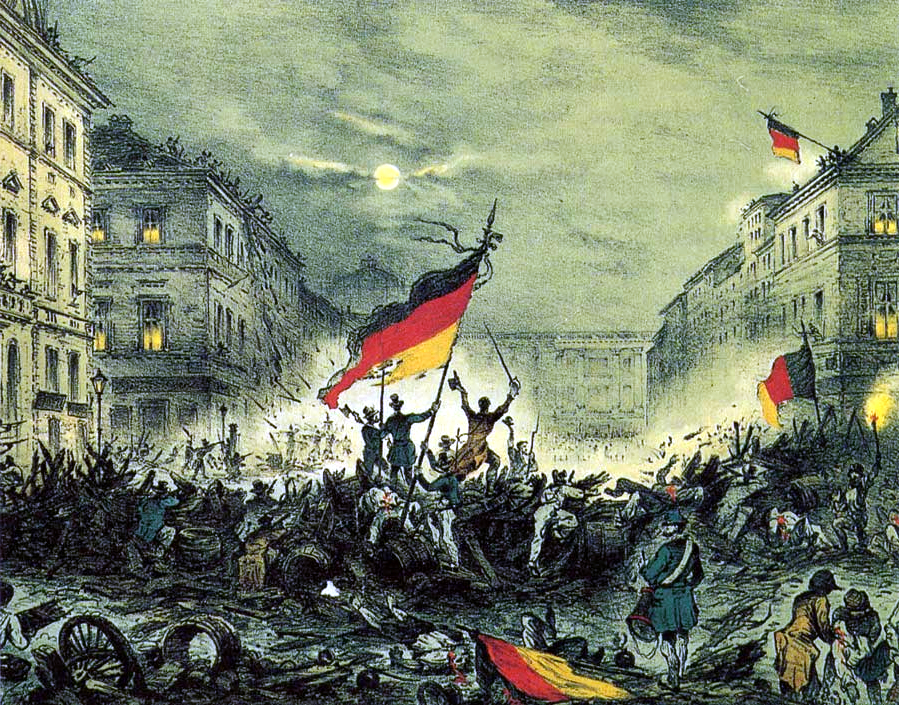
Jubelnde Revolutionäre nach Barrikadenkämpfen am 18. März 1848 in der Breiten Straße in Berlin

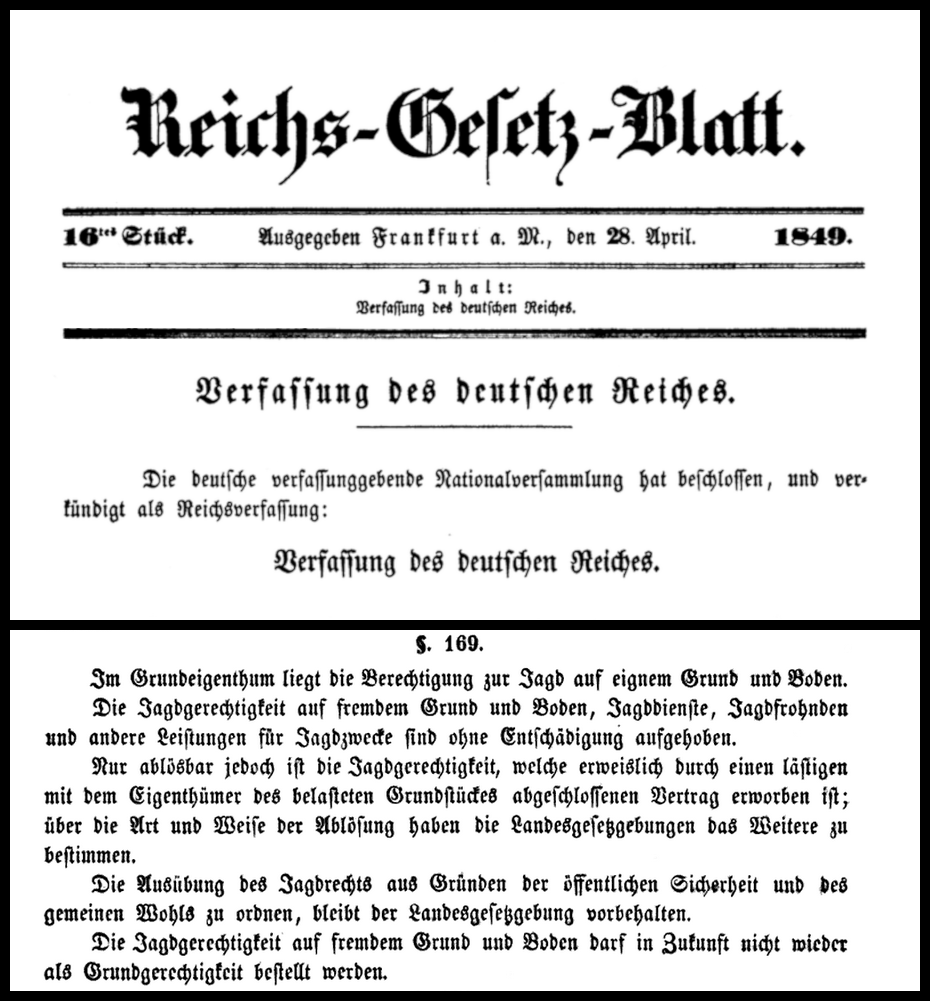
Paulskirchenverfassung vom 28. März 1849 mit Titelblatt und § 169 Abs. 1 Jagdrecht

Die deutsche Revolution von 1848/49 stellte eine Zäsur dar und brachte grundlegende Veränderungen für die Jagd in den Ländern des deutschen Bundes. Das Gesetz zur Aufhebung des Jagdrechts auf fremdem Grund und Boden und über die Ausübung der Jagd vom 31. Oktober 1848, dessen Inhalt in Art. 8, § 37 Abs. 2 des Reichsgesetzes über die Grundrechte des Deutschen Volkes vom 27. Dezember 1848 bekräftigt und mit § 169 in die Paulskirchenverfassung vom 28. März 1849 aufgenommen wurde, stellte eine jagdrechtliche Zeitenwende dar, indem es das Jagdregal des Adels sowie alle Jagdfrondienste ohne Entschädigung aufhob und das Recht zur Jagd an das Eigentum von Grund und Boden band. Jeder Grundeigentümer dürfte nun auf seinen Besitz jagen, egal wie groß dieser war. Eine Ausnahme davon bildeten die Großherzogtümer Mecklenburg-Strelitz und Mecklenburg-Schwerin, die bis zum Ende der Monarchie 1918 ihre Feudalverfassung behielten. Im Gegensatz zu anderen Errungenschaften überdauerte der Grundsatz der Bindung des Jagdrechts an das Grundeigentum die Niederschlagung der Revolution sowie die darauf folgende Ära der politischen Reaktion und hat sich in Deutschland bis heute erhalten.
Als Folge der freien Jagd, die es den Bauern erlaubte, den Wildschaden auf ihren Äckern und in ihren Wäldern durch Abschüsse zu begrenzen, wurde der Schalenwildbestand insbesondere in gemeindenahen Gebieten stark dezimiert. Die positive Wirkung auf die Waldverjüngung, die diese Reduktion hatte, lässt sich an vielen aus der Zeit stammenden, vielfältigen Laubmischwäldern ablesen. Zugleich stieg durch die unreglementierte Jagd die Zahl der Jagdunfälle drastisch an. Die intensive Verfolgung ließ das Rotwild aus manchen Regionen verschwinden, obgleich die vielzitierte Gefahr einer großflächigen Ausrottung von Schwarz-, Reh- und Rotwild angesichts beschränkter Transportmöglichkeiten und wenig erschlossener, großer Waldgebiete nicht bestand.
Zu einer bedeutenden Korrektur der durch die freie Jagd hervorgerufenen zersplitterten Jagdausübung kam es durch später erlassene Regelungen, wie das 1850 erlassene preußische Jagdpolizeigesetz (JPolG), die das Jagdrecht, das weiterhin jedem Grundeigentümer zusteht, vom Jagdausübungsrecht, das Grundeigentümer nur ausüben dürften, wenn ihr zusammenhängender Grundbesitz eine festgelegte Mindestgröße erreichte, trennten und so das bis heute bestehende sogenannte Revierjagdsystem begründeten. Eigentümer kleinerer Flächen wurden von Gesetzes wegen in Jagdgenossenschaften zusammengeschlossen und mussten das Jagdausübungsrecht an der so entstandenen Genossenschaftsfläche, in der Regel einer Gemarkung, an einen Jäger verpachten oder gemeinsam ausüben. In vielen Orten gründeten sich daraufhin Jagdvereine, in denen sich die örtlichen Landwirte zu sogenannten Bauernjagden zusammenschlossen, um gemeinschaftlich die Jagd auszuüben. Dies geschah meist durch ein bis zwei Treibjagden, während das Wild im Rest des Jahres ungestört blieb.
Der Zugang zum Jagdausübungsrecht entwickelte sich zum Instrument zur politischen Gestaltung der Jagdpraxis. Um 1860 wurden in den Jagdpolizeigesetzen erstmals behördliche Jagdscheine eingeführt, mit deren Hilfe man als unzuverlässig geltende Personenkreise von der Jagd ausschließen wollte.

## Deutsches Kaiserreich

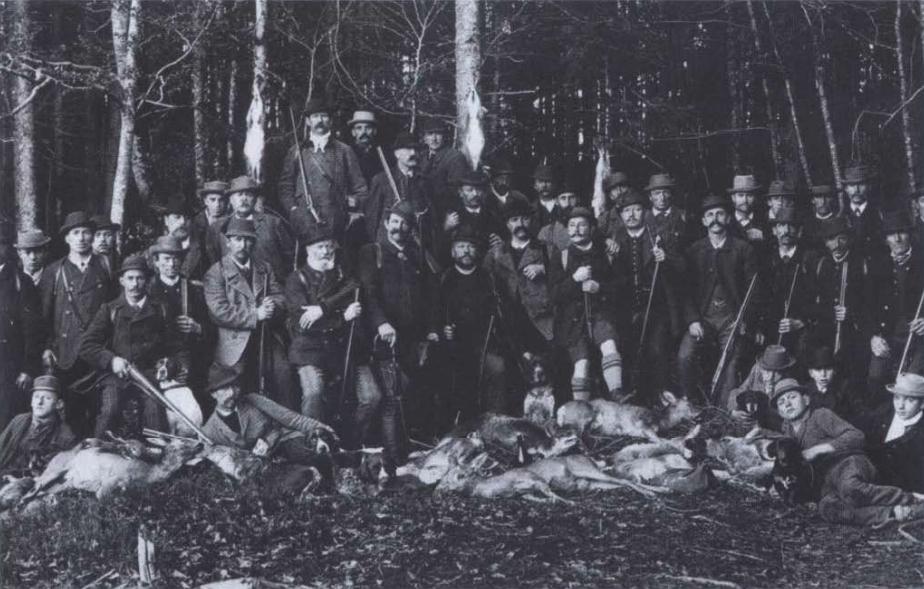
Bayerische Bauern nach einer Treibjagd mit einer Strecke bestehend aus Reh, Hase und Fuchs, ca. 1890

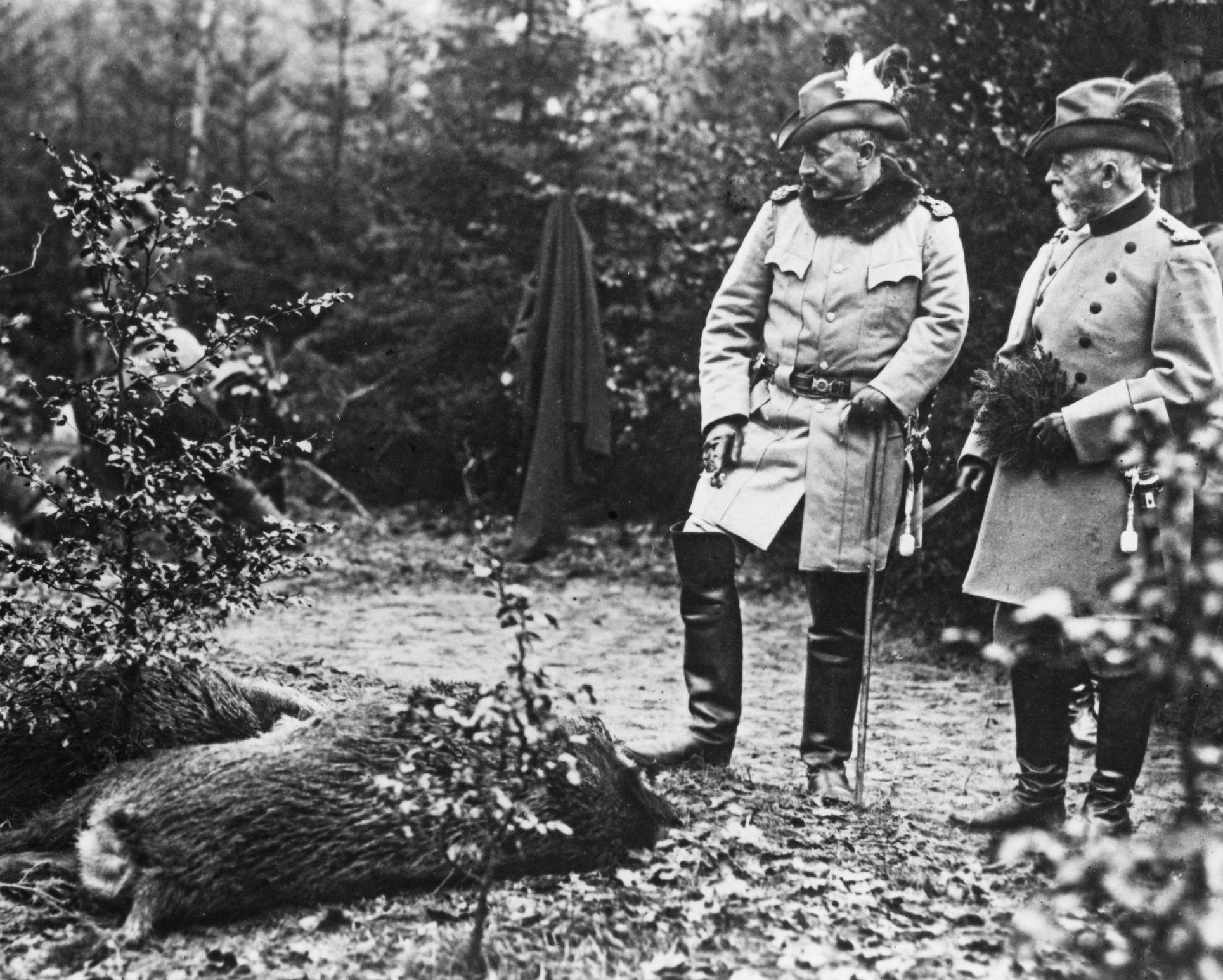
Kaiser Wilhelm II. beim Begutachten der Strecke nach einer Wildschweinjagd, ca. 1912

Die Jäger in der zweiten Hälfte des 19. Jahrhunderts lassen sich grob zwei Gruppen zuordnen: die große Mehrheit der bäuerlichen und proletarischen Jäger einerseits und die Jäger des Großgrundbesitzes, des hohen Militärs, des Adels, der höheren Beamten und des Großbürgertums andererseits. Nach der Errichtung des Deutschen Kaiserreiches gründeten Vertreter der letzteren Gruppe in den 1870er Jahren die ersten jagdlichen Interessensverbände, wie etwa den Allgemeinen Deutschen Jagdschutzverein (ADJV) und den Pfälzisch Bayerischen Jagdverband, deren Ziel die Zurückdrängung der als „Aasjäger“ oder „Schießer“ bezeichneten Bauernjäger war. Der Organisationsgrad dieser Jagdvereine war sehr gering und die Mehrheit der damaligen Jäger hatte für die Wertvorstellungen und Ziele dieser Interessensgemeinschaften nichts übrig.
Im Jahr 1900 waren von den etwa 260.000 Jagdscheininhaber im Deutschen Reich lediglich rund 17.000, also ca. 7 %, Mitglieder in Jagdvereinen. Die einzelnen Jagdvereine waren daher bestrebt, einflussreiche Persönlichkeiten des öffentlichen Lebens für sich zu gewinnen, um so die Jagdgesetzgebung zu beeinflussen.

## Weimarer Republik
Nach dem Ersten Weltkrieg begannen einzelne Länder, die Erteilung eines Jagdscheins vom Bestehen einer Jägerprüfung abhängig zu machen. Zu Zeiten der Weimarer Republik kam es zu einer Konzentration der Verbände unter dem 1928 gegründeten Reichsjagdbund, der bis 1931 alle großen Jagdverbände (insbesondere den ADJV, die Deutsche Jagdkammer und den Pfälzisch Bayerischen Jagdverband), Hundevereine sowie den Wildhandel, das Büchsenmacherhandwerk, die Waffen- und Munitionsindustrie, aber auch die Waldbesitzer- und Forstbeamtenverbände unter dem Dach der Jagd vereinte. Der Anteil der in Jagdverbänden organisierten Jagdscheininhaber stieg bis 1933 auf 25 bis 30 %. Ziel des Reichsjagdbundes, dessen Geschäftsführer Ulrich Scherping wurde, war die an ihren Vorstellungen orientierte Vereinheitlichung des regional weithein sehr unterschiedlichen Jagdrechts im Deutschen Reich. Einen Verbündeten fand der Reichsjagdbund dabei im preußischen Ministerpräsidenten Otto Braun, der auf Drängen des ADJV bereits 1928 den Schuss mit Postenschrot auf Rehwild verbot und 1931 den Entwurf eines neuen preußischen Jagdgesetzes beauftragte.

## Nationalsozialismus

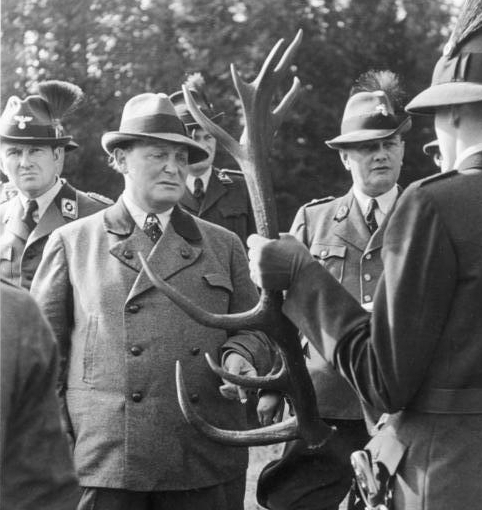
(vlnr): Walter Frevert, Hermann Göring und Ulrich Scherping bei der Begutachtung von Abwurfstangen

Der später von Adolf Hitler, der die Jagd persönlich verabscheute, zum Reichsjägermeister ernannte Hermann Göring übernahm mit seinem Amtsantritt als preußischer Ministerpräsident 1933 die Schirmherrschaft über das neue preußische Jagdgesetz. Das fertiggestellte Gesetzeswerk, das allen wesentlichen inhaltlichen Forderungen des Reichsjagdbundes nachkam, wurde im Jahr 1934 erst als Preußisches Jagdgesetz und kurz darauf als Reichsjagdgesetz (RJG) im gesamten Deutschen Reich eingeführt.
Das Reichsjagdgesetz legte fest, dass nur noch natürliche Personen das Jagdausübungsrecht pachten durften, was dörfliche Jagdvereine von der Jagd ausschloss. Der unbestimmte Rechtsbegriff der „Waidgerechtigkeit“ (die im Reichsjagdgesetz vorgenommene Änderung der Schreibweise auf „ai“ sollte einen Neubeginn symbolisieren) wurde erstmals gesetzlich verankert. Auch wurden die Klassifizierung von Jagdtrophäen im Gesetz verankert und verpflichtende, regelmäßige Trophäenschauen eingeführt.
Der enorme Einfluss, den das Reichsjagdamt unter Göring im Dritten Reich hatte, lässt sich exemplarisch an einer Anweisung ablesen. Im sogenannten Haferkrieg im Winter des Jahres 1942/43 musste eigentlich für die Ernährung von Kleinkindern vorgesehenes Getreide abgegeben werden, um damit die Trophäen-Hirsche in den Staatsjagdrevieren zu füttern.

## Nachkriegszeit

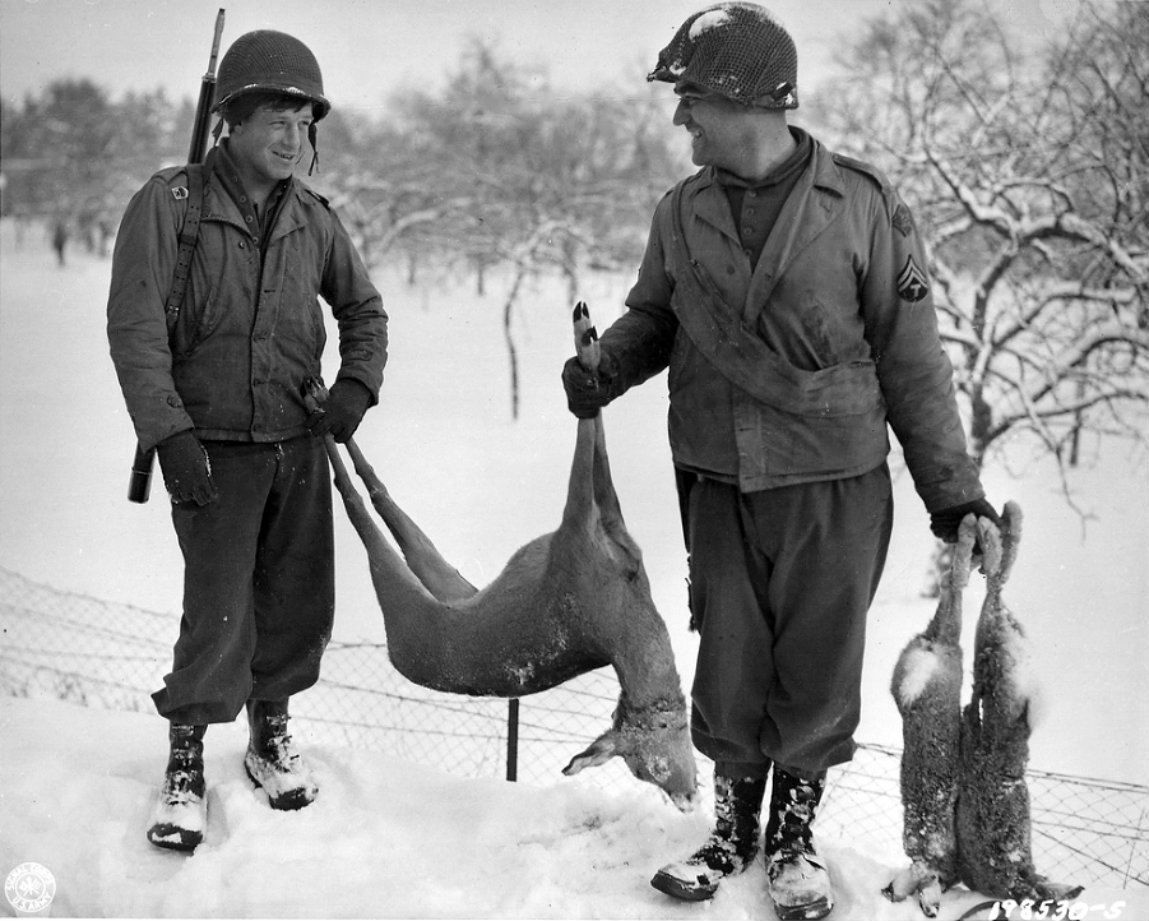
US-Soldaten der 4th Infantry Division nach einer erfolgreichen Jagd auf Reh und Feldhase nahe Goesdorf in Luxemburg Ende 1944

Nach dem Zweiten Weltkrieg verboten die Siegermächte allen Deutschen die Jagd und ließen sämtliche auffindbare Schusswaffen einziehen. Zu Beginn der Nachkriegszeit war das Jagen allein den Besatzungssoldaten gestattet. In der aufkommenden Auseinandersetzung um die künftige Ausrichtung der Jagd in den neu gegründeten deutschen Ländern gab es zwar früh Kritik an einer inhaltlichen Fortschreibung des Reichsjagdgesetzes und der Wiedereinsetzung von Jagdfunktionären aus der NS-Zeit, letztlich konnten sich aber die Fürsprecher einer weitgehenden Übernahme des Reichsjagdgesetzes in die Landesjagdgesetze durchsetzen.

## Deutsche Demokratische Republik

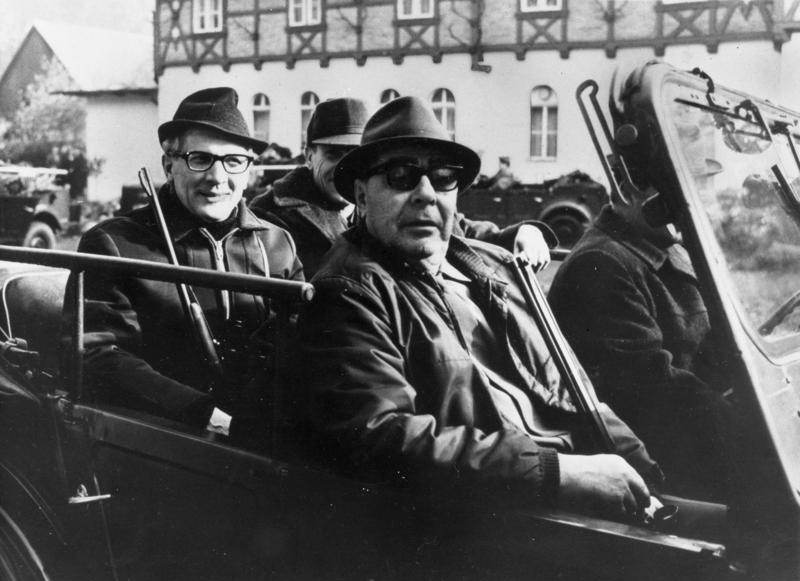
Erich Honecker und Leonid Breshnew auf einem Jagdausflug, DDR (1971)

Als Folge des 1953 erlassenen Jagdgesetzes der DDR wurde die Bindung des Jagdrechts an Grund und Boden aufgehoben und die sogenannte Volksjagd eingeführt. Jagdflächen wurden fortan vom Staat zur Verfügung gestellt und geschossenes Wild musste als Staatseigentum bei einer staatlichen Wildannahmestelle abgeliefert werden. Aus Angst vor einer Volksbewaffnung wurde es den Jägern in der DDR – mit Ausnahme der SED-Nomenklatura – verboten, eigene Gewehre zu besitzen. Jagdwaffen konnten von den in Jagdgenossenschaften organisierten Jägern lokal sowie zeitlich auf die Dauer der Jagd begrenzt in staatlichen Ausgabestellen entliehen werden. Während in den Anfangsjahren unter Verweis auf dessen feudale Ursprünge im Kaiserreich weitgehend auf jagdliches Brauchtum verzichtet wurde, ging man staatlicherseits später dazu über, die überlieferten weidmännischen Rituale im eigenen Sinne umzudeuten und in die sozialistische Jagdkultur zu integrieren.
Die SED-Führung sicherte sich Privilegien bei der Ausübung der Jagd in mehreren eigens ausgewiesenen Sonderjagdgebieten, u. a. in der Schorfheide, in der zuvor bereits Hermann Göring und Kaiser Wilhelm II. gejagt hatten. In den Sonderjagdgebieten wurden ohne Rücksicht auf Belange der Forstwirtschaft jagdlich begehrte Wildarten wie das Rotwild ganzjährig gefüttert, sowie eine aufwendige Infrastruktur unterhalten, die Jagdhäuser samt Fuhrpark, eigens angelegte Straßen und zahlreiche Jagdbedienstete umfasste. Gegenüber der lokalen Bevölkerung wurden die Jagdgebiete von Sicherheitspersonal unter Beteiligung der Staatssicherheit abgeschottet. Neben den Jagdrevieren der SED-Führung existierten zahlreiche Sonderjagdgebiete der in der DDR stationierten Sowjet-Armee, die rund acht Prozent der jagdbaren Fläche in der DDR umfassten.
Der gesetzlich verankerte Zwiespalt in der Jagdgesetzgebung der DDR führte letztlich zu einer Trennung in ein öffentliches und ein geheimes Jagdwesen sowie zu einem überhöhten Wildbestand und dadurch bedingt zu erheblichen Wildschäden.

## Bonner Republik

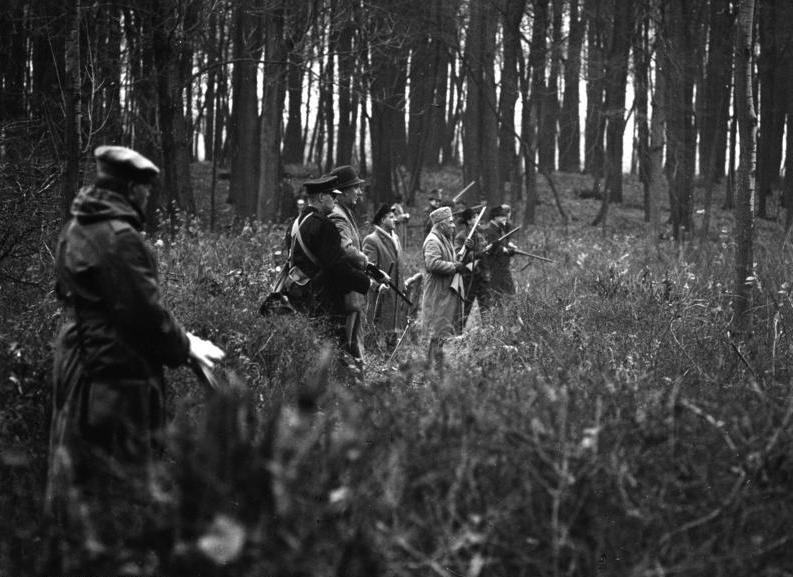
Treibjagd unter Beteiligung von Bundespräsident Heinrich Lübke, der Ministerpräsidenten von Nordrhein-Westfalen und Niedersachsen und Vertretern des Diplomatischen Korps, 1960

Nach Gründung der Bundesrepublik schlossen sich die westdeutschen Landesjagdverbände Ende 1949 im Deutschen Jagdschutzverband, dem heutigen Deutschen Jagdverband (DJV), zusammen, in dem seither die große Mehrheit der deutschen Jagdscheininhaber organisiert ist. Das zum Zeitpunkt seiner Gründung bedeutendste politische Ziel des DJV war die weitgehende inhaltliche Übernahme des Reichsjagdgesetzes in das neue Bundesjagdgesetz. Einen seinen Vorstellungen entsprechenden Gesetzesentwurf konnte der DJV Anfang 1950 dem Bundeslandwirtschaftsminister vorlegen. Sowohl der Deutsche Bauernverband als auch der Deutsche Forstwirtschaftsrat kritisierten die beabsichtigte Übernahme und verwiesen dabei auf die mit dem Reichsjagdgesetz gemachten Erfahrungen, konnten sich mit ihrem Protest aber nicht durchsetzen. Das schließlich Ende 1952 verabschiedete Bundesjagdgesetz übernahm, ohne die von nationalsozialistischer Rhetorik geprägte und z. T. von Hermann Göring selbst verfasste Präambel, im Wesentlichen die materiellen Bestimmungen des Reichsjagdgesetzes, wodurch die Hege- und Trophäenjagd weiter ein bedeutendes Anliegen im deutschen Jagdrecht blieb. Als Rahmengesetz regelte das Bundesjagdgesetz die Grundsätze der Jagdausübung, während der Landesgesetzgebung die Detailsregelungen überlassen blieben.

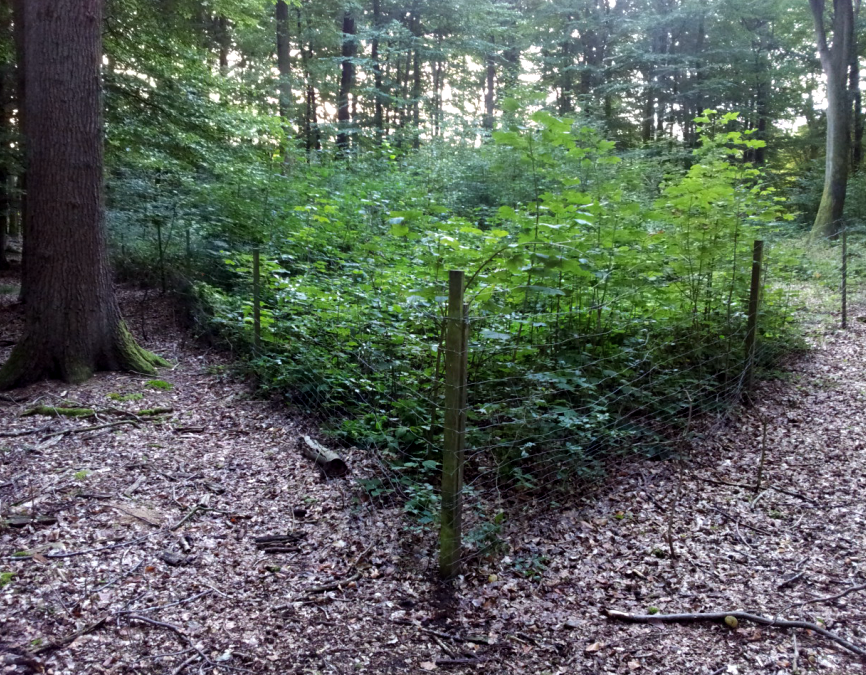
Weiserfläche zur Beurteilung des Wildeinflusses auf die Naturverjüngung – man beachte das Fehlen von Verjüngung außerhalb des Zaunes

Als ein Wendepunkt der bundesdeutschen Jagdgeschichte und des Wald-Wild-Konflikts gilt der zu Heiligabend 1971 ausgestrahlte Film Bemerkungen über den Rothirsch von Horst Stern. Sterns Film rückte die zuvor hauptsächlich in Fachkreisen thematisierten Wildschäden im Wald und die durch künstliche Fütterung zur Trophäenzucht in die Höhe getriebenen Schalenwildbestände als deren maßgebliche Verursacher in den Fokus von Öffentlichkeit sowie Politik und führte dazu, dass der Wald-Wild-Konflikt zu einem der prominentesten Themen in der Jagd- und Forstpolitik wurde.

## Wiedervereinigtes Deutschland

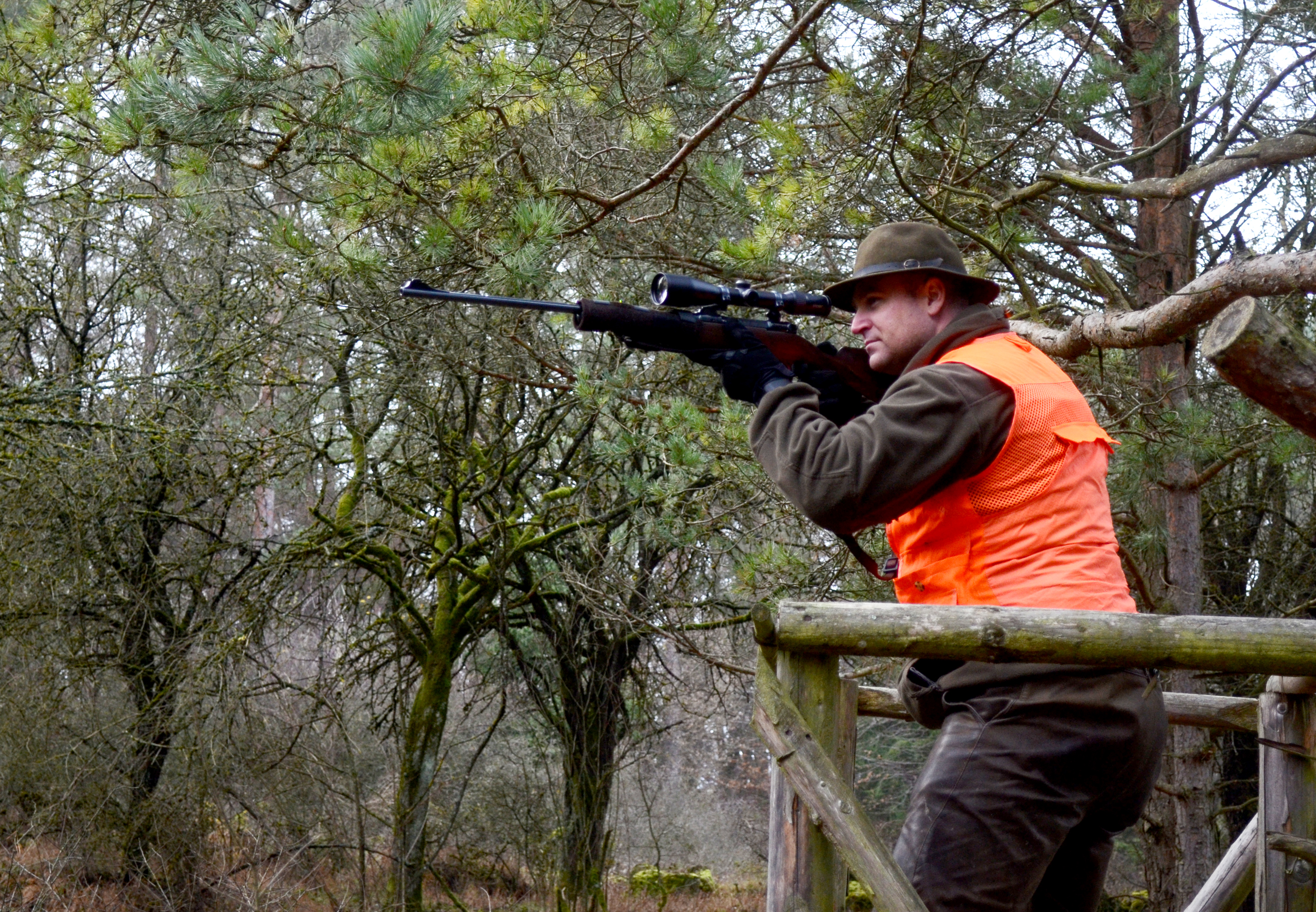
Schütze während einer Drückjagd der Bundesforstverwaltung auf dem Truppenübungsplatz Hohenfels

Eine im Zuge der Wiedervereinigung zeitweise geplante Reform des Bundesjagdgesetzes, die es juristischen Personen und auch wieder Jagdvereinen erlaubt hätte, Jagdreviere zu pachten und zu bejagen, wurde unter anderem aufgrund des Widerstands des DJV letztlich aus dem Einigungsvertrag gestrichen.
Bei der zunehmend als jagdliches Ziel identifizierten Reduktion des Schalenwildes konnten regional Erfolge festgestellt werden, vor allem im Großprivatwald sowie in Staatsforstbetrieben, die als Eigenjagdbesitzer weitgehend freie Hand bei der Jagdausübung haben. In weiten Teilen Deutschlands besteht die Problematik hoher Schalenwildbestände auch im 21. Jahrhundert weiter fort.
Mit der Föderalismusreform des Jahres 2006 wurde die bis dahin geltende Rahmengesetzgebungskompetenz des Bundes aufgehoben und eine Abweichungsgesetzgebung etabliert, die es den Ländern erlaubt, mit neuen Landesjagdgesetzen vom Bundesjagdrecht abzuweichen. Mehrere Länder haben seither von der neuen Regelung Gebrauch gemacht und Jagdrechtsnovellen verabschiedet.
Hinsichtlich der Zusammensetzung der Jägerschaft in Deutschland ist ein steigender Frauenanteil zu verzeichnen. Während Frauen Ende der 1980er Jahre nur rund ein Prozent der Jägerschaft stellten, waren es im Jahr 2017 bundesweit etwa sieben Prozent. In den Jägerprüfungen lag der Frauenanteil zur selben Zeit bereits bei 20 %.
Im Jahr 2019 gab es in Deutschland 388.529 Jagdscheininhaber, 4100 mehr als im Vorjahr. Der größte Teil (22,5 %) von 87.659 Jägern ist in Nordrhein-Westfalen erfasst, in Bezug auf die Bevölkerung liegt Schleswig-Holstein mit 8,1 Jägern pro 1000 Einwohnern an der Spitze. 18.932 Teilnehmer nahmen 2019 an der Jägerprüfung teil, 81 % davon bestanden im ersten Anlauf. Mit 4163 Personen die meisten Prüflinge gab es in Niedersachsen.
In den südwestlichen Bundesländern gibt es Rotwildbezirke, das sind durch Verordnungen festgelegte Gebiete, in dem Rotwild als Standwild vorkommen darf. Außerhalb dieser Gebiete (rotwildfreies Gebiet) besteht ein Abschussgebot. In den nordöstlichen Bundesländern gibt es keine Rotwildgebiete. Rotwildbezirke sind in Europa eine einmalige Regelung.

### Wissenschaftliche Literatur
- Christian Ammer, Torsten Vor, Thomas Knoke, Stefan Wagner: Der Wald-Wild-Konflikt. Analyse und Lösungsansätze vor dem Hintergrund rechtlicher, ökologischer und ökonomischer Zusammenhänge. Göttinger Forstwissenschaften – Band 5, Göttinger Universitätsverlag: Göttingen 2010, ISBN 978-3-941875-84-5, Volltext online (PDF).
- Klaus Friedrich Maylein: Die Jagd. Funktion und Raum. Ursachen, Prozesse und Wirkungen funktionalen Wandels der Jagd. Dissertation, Universität Konstanz, 2005, Volltext online (PDF). Verlegt als: Die Jagd – Bedeutung und Ziele. Von den Treibjagden der Steinzeit bis ins 21. Jahrhundert. Wissenschaftliche Beiträge aus dem Tectum-Verlag, Reihe Sozialwissenschaften, Band 28. Tectum-Verlag, Marburg 2010, ISBN 978-3-8288-2182-8, Inhaltsverzeichnis online (PDF).
- Katrin Josephine Wagner: Die Sprache der Jäger – Ein Vergleich der Weidmannssprache im deutsch- und englischsprachigen Raum (= Forum für Fachsprachen-Forschung. Band 143). Frank & Timme, Berlin 2018, ISBN 978-3-7329-0455-6, online.
- Marco Apollonio, Reidar Andersen, Rory Putman (Hrsg.): European ungulates and their management in the 21st century. Cambridge University Press, 2010, ISBN 978-0-521-76061-4.
- Rory Putman, Marco Apollonio, Reidar Andersen (Hrsg.): Ungulate Management in Europe: Problems and Practices. Cambridge University Press, 2011, ISBN 978-0-521-76059-1.

### Sachliteratur zur Jagdgeschichte
- Ferdinand von Raesfeld: Das deutsche Waidwerk. Nachdruck der Erstausgabe von 1914. Parey, Hamburg 1996, ISBN 3-490-14412-0.
- Kurt Lindner: Deutsche Jagdtraktate des 15. und 16. Jahrhunderts. 2 Bände, Berlin 1959 (= Quellen und Studien zur Geschichte der Jagd, 5–6).
- Werner Rösener: Die Geschichte der Jagd. Kultur, Gesellschaft und Jagdwesen im Wandel der Zeit. Patmos, Düsseldorf; Artemis, Zürich 2004, ISBN 3-538-07179-9. (Rezension).
- Joachim Hamberger: Ein kurzer Abriss der Jagdgeschichte – Von Hirschen und Menschen…. In: LWF aktuell. Nr. 44, 2004, Volltext online (PDF).
- Sigrid Schwenk, Gunnar Tilander, Carl Arnold Willemsen (Hrsg.): Et multum et multa: Beiträge zur Literatur, Geschichte und Kultur der Jagd. Festschrift Kurt Lindner. Berlin und New York 1971.
- Kurt Lindner: Geschichte des Weidwerks. de Gruyter, Berlin und Leipzig.
  - Band I: Die Jagd in der Vorzeit, 1937.
  - Band II: Die Jagd im frühen Mittelalter, 1940.
- Alexander Krethlow: Hofjagd, Weidwerk, Wilderei. Kulturgeschichte der Jagd im 19. Jahrhundert. Schöningh, Paderborn 2015, ISBN 978-3-506-78258-8.
- Hubertus Hiller: Jäger und Jagd: zur Entwicklung des Jagdwesens in Deutschland zwischen 1848 und 1914. Waxmann Verlag, Münster 2003, ISBN 978-3-8309-1196-8.
- Kurt Müller, Hans-Jörg Blankenhorn: Jagd. In: Historisches Lexikon der Schweiz.  2008.
- Gerhard Immler: Jagd, Jagdwesen (Mittelalter). In: Historisches Lexikon Bayerns, 2017.
- Ulrich Wendt: Kultur und Jagd – ein Birschgang durch die Geschichte.
  - I. Band: "Das Mittelalter." Verlag Georg Reimer, Berlin 1907 (Digitalisat).
  - II. Band: "Die neuere Zeit." Verlag Georg Reimer, Berlin 1908 (Digitalisat).
- Winfried Freitag: Wald, Waldnutzung. In: Historisches Lexikon Bayerns, 2012.

### Jagdlexika
- David Dalby: Lexicon of the Mediaeval German Hunt. A Lexicon of Middle High German terms (1050-1500), associated with the Chase, Hunting with Bows, Falconry, Trapping and Fowling. De Gruyter, Berlin 1965, ISBN 978-3-11-000526-4.
- Gerhard Seilmeier (Hrsg.): Jagdlexikon. 7. Auflage, BLV, München 1996, ISBN 3-405-15131-7.
- Ilse Haseder, Gerhard Stinglwagner: Knaurs Großes Jagdlexikon, Weltbild, Augsburg 2000, ISBN 3-8289-1579-5.
- Riesenthals Jagdlexikon, Neudamm 1916, Weltbild Verlag Augsburg 1999, ISBN 3-8289-4143-5.

### Sonstige Sachliteratur
- Kurt G. Blüchel, Bernd E. Ergert, Sigrid Schwenk, Erik Zimen, Heribert Kalchreuter et al.: Die Jagd. Könemann, Köln 1999, ISBN 3-8290-1560-7.
- Jagd heute. Deutscher Jagdschutzverband e. V., ZDB-ID 1239893-7.
- Wilhelm Bode, Elisabeth Emmert: Jagdwende. Vom Edelhobby zum ökologischen Handwerk. Beck’sche Reihe. Beck, München 2000, ISBN 978-3-406-45993-1.